# Тюркологический алфавит
Тюркологический алфавит — система научной практической транскрипции и транслитерации, которая применяется в работах по тюркологии. Выработана на основе латинского (с добавлениями некоторых графем из чешского, польского и хорватского алфавитов и МФА) и греческого алфавитов. В русскоязычных изданиях возможно применение кириллицы с дополнительными буквами.

## Гласные
|              | Передние | Средние | Задние  |
| ------------ | -------- | ------- | ------- |
| Верхние      | i • ü    | (ï)     | ï • u   |
| Средние      | e • ö    |         | (ï) • o |
| Средненижние | ä        |         |         |
| Нижние       |          | a       | å       |

Долгота гласных может обозначаться либо макроном (чаще всего), либо двоеточием после буквы (как в МФА), изредка удвоением. Краткость или сверхкраткость обычно обозначается бревисом над буквой. Огубленность обозначается кружочком над или после буквы. Для некоторых букв существуют варианты, например, y и ı для ï, e для ä, ẹ для e. Другие буквы наоборот могут обозначать разные, но очень близкие звуки, в частности ï.

## Согласные
|             | Губно-губные | Губно-зубные | Зубные | Альвеолярные | Палато-альвеолярные | Палатальные | Велярные | Увулярные | Гортанные |
| ----------- | ------------ | ------------ | ------ | ------------ | ------------------- | ----------- | -------- | --------- | --------- |
| Носовые     | m            |              | n      |              |                     | ń           | ŋ        |           |           |
| Взрывные    | p b          |              | θ δ    | t d          |                     | č ǰ (ǆ, ǯ)  | k ɡ      | q ġ       |           |
| Фрикативные | φ β          | f v          |        | s z          | š ž                 | ś ź         | χ γ (ğ)  |           | h         |
| Дрожащие    |              |              | r      |              |                     | ŕ           |          |           |           |
| Боковые     |              |              | l      |              |                     | λ           |          |           |           |
| Сонанты     | w            |              |        |              |                     | j (y)       |          |           |           |

Как и для гласных для некоторых букв существуют варианты, в частности для φ β ž š γ č ǰ λ θ δ. Отклонения и выбор конкретного варианта зависит от личных предпочтений автора или типографических возможностей. Для обозначения дополнительной артикуляции могут применяться дополнительные значки, например, акут над буквой или апостроф для мягкости и т. п.

## Кириллический вариант

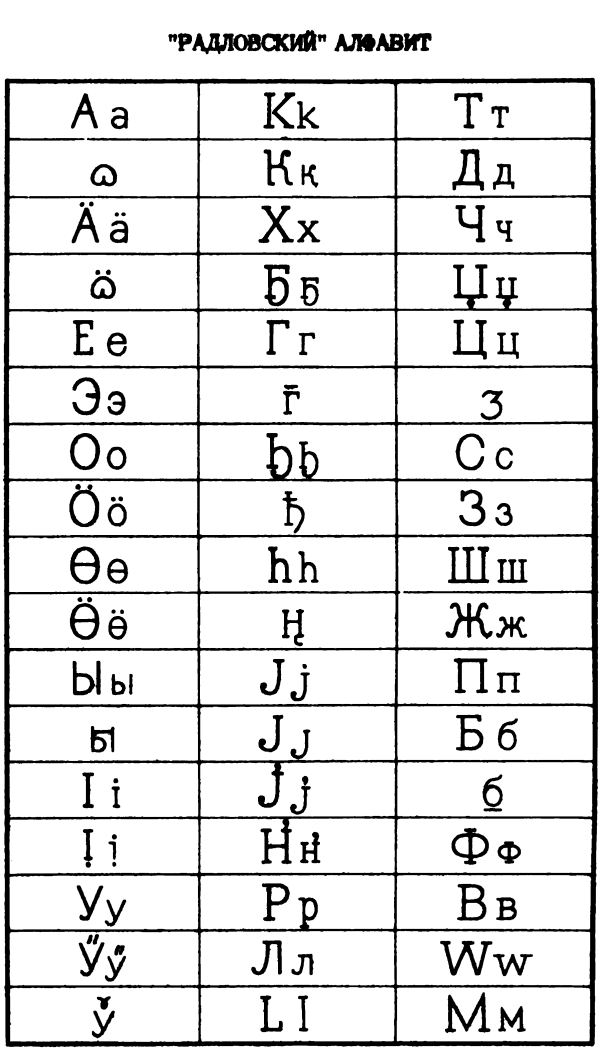
«Радловский» алфавит

Для тюркологический работ, изданных в России применялся также особый кириллический тюркологический алфавит (иногда называемый «радловским»), принципы которого выработались ещё в XIX веке. За основу был взят русский алфавит, исключая излишние и двусмысленные буквы (я ю ё щ ъ ь). Для звуков, отсутствующих в русском, но существующих в тюркских, введены дополнительные буквы из сербского, латинского, греческого алфавитов, либо придуманы свои собственные. Ранняя форма алфавита применялась в России в XIX — начале XX века. Более поздняя — с середины XX века. Отличалась последняя тем, что использовала буквы существующих кириллических алфавитов, особенно татарского и казахского (ә ө ү җ ң ғ қ).